# Günther Pfaff
Günther Pfaff (* 12. August 1939 in Steyr; † 10. November 2020 in Garsten) war ein österreichischer Kanute. Er nahm von 1964 bis 1976 an Olympischen Spielen teil und gewann eine Bronzemedaille.

## Werdegang
Günther Pfaff trat 1964 erstmals bei Olympischen Spielen an und belegte den fünften Platz im Einerkajak. Bei den Kanu-Weltmeisterschaften 1966 in Ost-Berlin gewann Österreich im Viererkajak über 1000 Meter hinter dem rumänischen Boot die Silbermedaille mit Günther Pfaff, Kurt Lindlgruber, Helmut Hediger und Gerhard Seibold. Zwei Jahre später, bei den Olympischen Spielen 1968 belegte der Vierer in der gleichen Besetzung den siebten Platz. Seibold und Pfaff gewannen aber Bronze im Zweierkajak über 1000 Meter hinter den Booten aus der Sowjetunion und aus Ungarn.
Bei den Weltmeisterschaften 1970 in Kopenhagen siegten Günther Pfaff und Gerhard Seibold auf der 1000-Meter-Strecke und belegten über 500 Meter den dritten Platz. Durch die Umstellung vom Vierjahresrhythmus auf den Jahresrhythmus fanden 1971 erneut Weltmeisterschaften statt; Pfaff und Seibold erkämpften sich in Belgrad Silber über 1000 Meter. Bei den Olympischen Spielen 1972 startete Pfaff im Zweierkajak mit Helmut Hediger und belegte den siebten Platz. 1976 in Montreal schied Pfaff bei seiner vierten Olympiateilnahme sowohl im Einer als auch im Zweier jeweils im Vorlauf aus.

## Auszeichnungen
- 1996: Goldenes Verdienstzeichen der Republik Österreich[1]